# Казахская нецензурная лексика

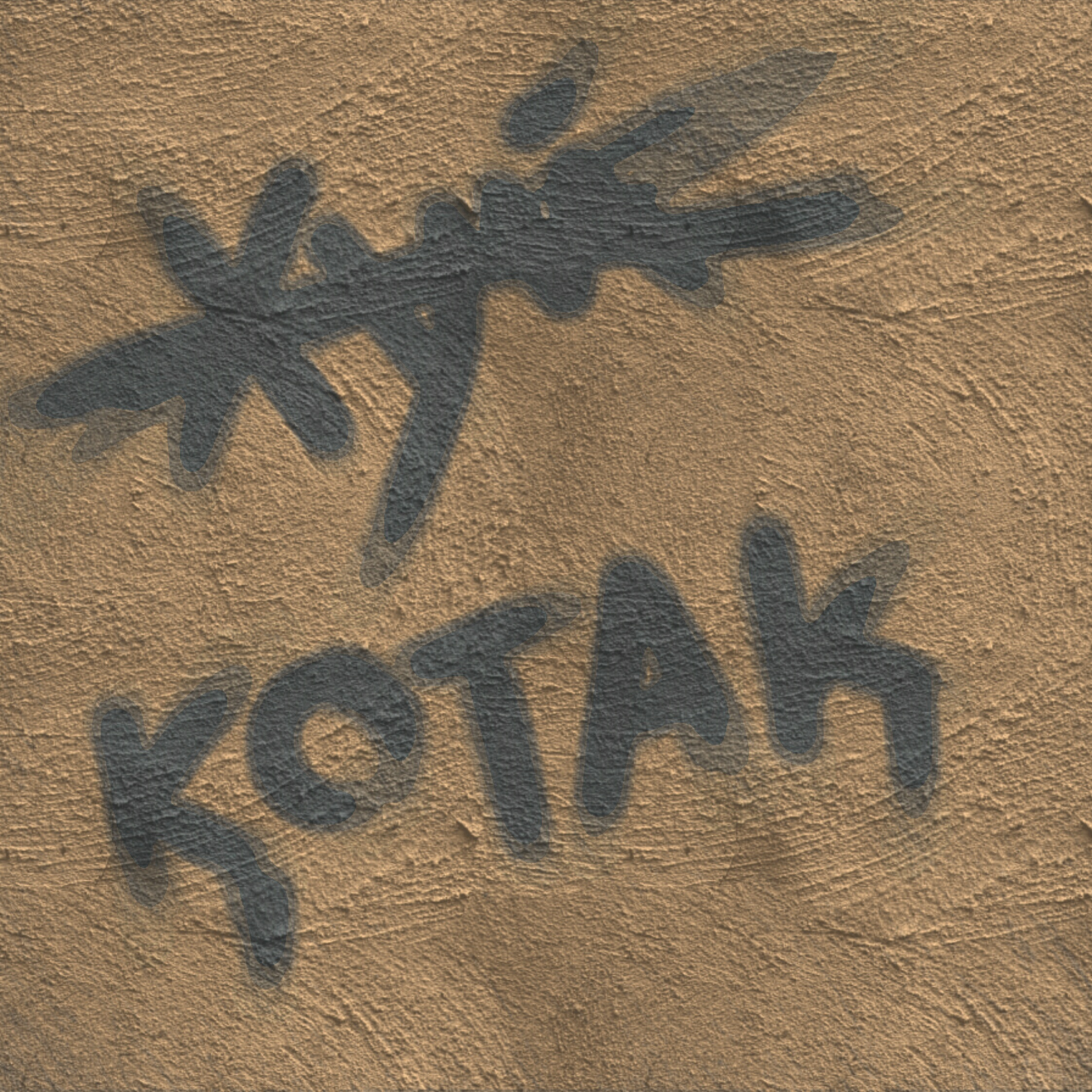
Г. Бельгер: «…говорить на родном языке казахи будут тогда, когда станут материться по-казахски»

Каза́хская нецензу́рная ле́ксика (каз. боқтық сөздер, балағат сөздер или боғауыз сөздер) — группа слов в казахском языке, относящаяся к обсценной лексике. Нецензурная лексика, содержащаяся в казахском эротическом фольклоре, стала предметом исследования ещё в XIX веке (Абубакир Диваев), первая попытка написать системный труд на эту тему была предпринята А. Сейдимбеком в 2000 году.
Большая часть нецензурных слов в казахском языке имеет тюркское происхождение и имеет практически идентичные аналоги во всех тюркских языках. Также среди казахов популярны искажённые (согласно казахской фонетике) варианты русских матерных выражений, что обуславливается высокой долей населения, владеющего русским языком.

## История исследования
Исследование и изучение казахской нецензурной лексики и бранных слов остаётся табуированной темой в казахстанском научном сообществе. Попытка казахского писателя Акселеу Сейдимбека написать системный труд про казахский эротический фольклор и вульгарные слова под названием «Бейпіл сөздер: қазақтың эротикалық фольклоры» была встречена негативно и не снискала популярности у читателей. То, что изучение казахского эротического фольклора отстаёт от требования времени, признавал и сам автор книги.
По словам А. Сейдимбека, собиранием казахских нецензурных пословиц ещё в XIX веке занимался башкирский учёный-этнограф Абубакир Диваев. Это подтверждают слова Халела Досмухамедова в труде «Казахская народная литература» (1928 год):

Перечисляя виды казахской народной литературы, нельзя не упомянуть нецензурные стихи (песни). Некоторые казахские матерные пословицы собрал и впервые опубликовал в 1900 году в Ташкенте А. Диваев.
Оригинальный текст (казах.)Қазақ халық әдебиетінің түрлерін санамалай келіп, боғауыз өлеңдерді айтпай кетуге болмайды. Қазақтың боқауыз мақалдарының кейбірін Ә. Диваев жинап, тұңғыш рет 1900 жылы Ташкент қаласында қолжазба күйінде жариялап таратты.
— Досмухамедов Х.. — Алма-Ата: Аламан, 1991. — С. 29.
Сохранились ли рукописи Абубакира Диваева и Бейсембая Кенжебаева, который тоже занимался казахской нецензурной лексикой, неизвестно. Хоть казахский эротический фольклор никогда и не издавался в виде отдельного сборника, но многие учёные и исследователи обращали на него внимание в своих трудах. Среди них: учёные Алькей Маргулан, Мырзабек Дуйсенов, писатели Габит Мусрепов, Сапаргали Бегалин, Куандык Шангитпаев, Шерхан Муртаза, Аскар Оразакын.

## Основные лексические единицы
| Слово                                             | Перевод                   | МФА             | Производные |
| ------------------------------------------------- | ------------------------- | --------------- | --- |
| қотақо файле قوتاق‎ qotaq                          | хуй                       | [qɔtɑˈq]        | қотақбасо файле — членоголовый, головка члена қотақты жемео файле!, қотағымды жеме! — букв. не жри (мой) хуй! қотағыма… ? — нахуя… <сделал то-то>? |
| амо файле ام‎ am                                   | пизда                     | [ɑm]            | амбас — пиздоголовый амыңды шығарам! — отпизжу! амыңды сігейін! — выебу твою пизду! амыңды айырам! — разорву твою пизду! амығу |
| сігуо файле سىگۋ‎ sıgu                             | ебать                     | [sɘgɘˈw]        | сігісу — ебаться сігіл! — съебись! (отъебись!) сігіп саламо файле! — выебу! сіктім де, қол қойдым! — выебал и подписался! (получите, распишитесь!) сікпейді! — не ебёт! жеті ата, жеті мысыңды сігейін! жетпіс жеті әкеңнің аузын сігейін! — ебал в рот 77 твоих отцов (предков)! шешеңді сігейіно файле! — ёб твою мать! шешеңнің амын сігейіно файле! — ёб пизду твой матери! анаңды сігейіно файле! — ёб твою мать! әнәңді сігейіно файле! — ёб твою мать! енеңді сігейіно файле! — ёб твою тёщу (свекровь)! әкеңнің аузын сігейін!о файле — ебал твоего отца в рот! Литературный вариант: әкеңнің аузын ұрайын! — ударю рот твоего отца! |
| көто файле (көтено файле) (كوت (كوتەن‎ köt (köten) | жопа, задница             | [kɵt], [kɵteˈn] | көтләко файле — педераст көтіңді қысо файле! — букв. зажми очко/сожми задницу! (не выпендривайся, не выёбывайся!) көтіңді айырамын! — разорву твою жопу! көтіңе тығып қой! — засунь себе в жопу! көті жоқ — бессильный; беспомощный көтінен қалмау — не отставать; идти по пятам. көтіне қыстырмау — наплевать; не обращать внимания, не считаться; в грош не ставить. |
| тасақо файле تاساق‎ tasaq                          | мошонка, хуй              | [tɑsɑˈq]        | |
| қая قايا‎ qaia                                     | мошонка, хуй              | [qaja]          | қаямды жеме! — букв. не ешь мой хуй! қаямның қақ басы (қақ шекесі) — головка моего хуя. |
| жәлепо файле (жалап) (جالەپ (جالاپ‎ jälep (jalap)  | блядь, шлюха, проститутка | [ʒæleˈp]        | |
| шөпақ شوپاق‎ şöpaq                                 | хуй, писюн                | [ʃɵpɑˈq]        | |
| енек ەنەك‎ enek                                    | мошонка                   | [jeneˈk]        | |

Иногда некоторые казахские слова (например, емшек — «грудь») необоснованно заменяются на менее «вульгарные» аналоги, однако такая стеснительность, по мнению главы отдела по развитию языка и языковой политики Астанинского медицинского университета Мухамбедии Ахметова, ничем не оправдана.

### Аналоги в родственных языках
В родственных тюркских языках существуют практически полностью идентичные аналоги казахских нецензурных выражений.
| перво- источники  | каз.     | кирг.     | каракалп. | узб.       | тат.                      | баш.                      | крымскотат.      | карач.-балк.              | тур.                      | туркм.                    | азерб.                    |
| ----------------- | -------- | --------- | --------- | ---------- | ------------------------- | ------------------------- | ---------------- | ------------------------- | ------------------------- | ------------------------- | ------------------------- |
| тюрк. qotaq       | қотақ    | коток     | qotaq     | qo’toq     | кутак                     | ҡутаҡ                     | qotaq            | къотакъ                   | нет идентич- ного аналога | нет идентич- ного аналога | нет идентич- ного аналога |
| тюрк. em          | ам       | ам        | am        | am         | ам (диалект.)             | ам (диалект.)             | am               | нет идентич- ного аналога | am                        | am                        | am                        |
| тюрк. sik-        | сігу     | сигүү     | sig-      | sikish     | сег-                      | һек-                      | sikmek           | сиг-                      | sikmek                    | sikmek                    | sikmək                    |
| тюрк. qotaq + baš | қотақбас | коток баш | qotaqbas  | qo’toqbosh | кутакбаш                  | ҡутаҡбаш                  | qotaqbaş, sikbaş | къотакъбаш                | нет идентич- ного аналога | нет идентич- ного аналога | нет идентич- ного аналога |
| тюрк. köt         | көт(ен)  | көт(өн)   | ko’t(en)  | ko’t       | күт                       | күт                       | köt              | кёт                       | göt                       | göt                       | göt                       |
| араб. جلب‎         | жәлеп    | жалап     | ja’lep    | jalab      | нет идентич- ного аналога | нет идентич- ного аналога | celep            | нет идентич- ного аналога | нет идентич- ного аналога | jelep                     | cələb                     |
| тюрк. tašaq       | тасақ    | ташак     | tashaq    | toshoq     | ташак                     | ташаҡ                     | taşaq            | нет идентич- ного аналога | taşak                     | нет идентич- ного аналога | daşşaq                    |

## Этимология
- Қотақ от среднекыпчакского qotaq (قوطاق/قوتاق‎) в значении «яички»[14]. Это слово встречается в значении «пенис» в книге по медицине на чагатайском языке (тюрки) за авторством Субханкули-хана (XVII век)[15]. Однако, в словаре Паве-де-Куртейля слово قوتاق‎ переведено как «орнамент; шлейф; хвост»[16].
- Тасақ от древнетюркского названия мошонки и мужского полового органа — tašaq (تَشَق/تاشاق‎)[17][18][14].
- Ам от названия женского полового органа в наречиях огузов и кипчаков — ам[19][20][14] (آم/ام‎/em[21]).
- Көт от древнетюркского köt (كُت/كوت‎) — «зад, задняя часть»[22][23][14]. Также существуют несколько подобных слов: ked (конец, задняя часть)[24] и ket (конец, зад)[25]. А казахскому «көтлік» соответствует древнетюркское kötlük (كُتلُك‎) — «педераст»[22], «женоподобный» и «совершающий содомский грех»[26].
- Отглагольное существительное сігу и производные (сігісу и др.) происходят от древнетюркского корня sik- (سِك‎), обозначающего «совокупление»[27][28]. Мужской половой член также назывался sik, однако в современном казахском он так не именуется. Это название сохранилось в других тюркских языках — турецком (тур. sik) и азербайджанском (азерб. sik). В словарной статье «сик» в книге «Диван лугат ат-турк» Махмуд аль-Кашгари рекомендует при чтении Корана возле тюркского простонародья приглушать арабские слова سكيناً‎ (сиккинан), ممسك‎ (мумсика) и араб. يمسك‎ (йумсику)[19].

Из благопристойности, а также из уважения и бережного отношения к Книге Аллаха Всевышнего, чтецам в окружении тюркского простонародья и их жён следует приглушать чтение [следующих] слов Всевышнего: و آتت كلّ واحدة منهنّ سكيناً‎ («…дала каждой по ножу…» Юсуф 12:31 (Кулиев)), и других слов Всевышнего: ما يفتح الله للناس من رحمة فلا ممسك لها و ما يمسك فلا مرسل له من بعده‎ («Никто не удержит милость, которую Аллах открывает людям. А то, что Он удерживает, никто не может ниспослать после Него» Фатир 35:2 (Кулиев)). Ему следует приглушать чтение подобных стихов в их окружении, ибо они не знают их [истинного] смысла и полагают, что их смысл такой же, как тот, что они знают из своего языка.
— Диван лугат ат-турк
- Шөпақ от древнетюркского çöbäk/çöbäg[29] (جبك‎[30]) — «пенис мальчика».
- Жәлеп от перс. «джалаб» (جلب‎), обозначающего проститутку, распутную женщину (также имеет значения «подделка», «скот для продажи»)[31]. Вероятно заимствовано в персидский из арабского языка, где «джалаб» означает «рабы; ввозимый товар»[32].
- Қая от перс. «хайа» (خایه‎) — «яйцо, мошонка»[33].

## Употребление

### В древности
По словам Мурата Ауэзова, казахский мат является древней кочевой традицией и средневековые казахские батыры (богатыри) соревновались между собой в словесных поединках с использованием нецензурных выражений. Он утверждал, что казахский мат «художественный, ритмичный и он очень острый, бьющий прямо в цель».
Нецензурная лексика в древности употреблялась и во время айтысов — импровизированных состязаний акынов, особенно во время айтысов между парнями и девушками и во время групповых (бадик) айтысов. При помощи вульгарных шуток, матерных выражений и язвительных слов оппоненты насмехались друг над другом.

### В современном Казахстане
Согласно казахстанскому переводчику и писателю Герольду Бельгеру, современные казахи в основном матерятся по-русски. По его словам «говорить на родном языке казахи будут тогда, когда станут материться по-казахски. Казахский мат значительно образнее и богаче». Такого же мнения придерживался Акселеу Сейдимбек: «Сегодня вся казахская молодёжь в разговоре между собой в качестве междометия использует русский мат. Использует очень неприятные, вульгарные русские слова».
По мнению заместителя директора Института языкознания им. А. Байтурсынова Анар Фазылжановой, использование мата обусловлено неумением точно выразить свою мысль в эмоциональном плане. «У нас восточный колорит, мы немного закрытая культура. Контекстная западная цивилизация, к которой мы относим и русскую, более открытая, где все говорят прямо. У казахов впрямую говорить о чём-либо не принято. Веками оттачивалось мастерство иносказания. Поэтому у нас обычными словами можно так сказать, что услышавшему станет стыдно, но не каждый сможет это понять. Для этого надо владеть словом в наивысшей степени», — отметила она.
Казахский мат практически не используется в литературе и официальных СМИ, но широко распространён в повседневной жизни и используется в песнях некоторых казахстанских рэп-исполнителей и групп: ДМХ, Smerch, WestArs и др. У рок-группы «Адаптация» из Актобе существует песня «Қотақты жеме».
В начале января 2015 года один из пользователей государственного сайта «Литературный портал» опубликовал отрывок из произведения А. Сейдимбека «Бейпіл сөздер», что породило бурю негативных отзывов со стороны казахоязычных пользователей сети. Материал был вскоре удалён.

#### В Википедии
3 января 2015 года в Русской Википедии была создана статья «Казахская нецензурная лексика». Вскоре множество интернет-изданий Казахстана опубликовало новость о появлении статьи, посвящённой «казахскому мату», 6 января об этом упомянули в эфире программы «7News» на «Седьмом канале». Хотя появление статьи не вызвало особого возмущения в казахстанском обществе, нашлись и те, кто интерпретировал это событие в негативном ключе и призвал уполномоченные органы «принять меры».
5 февраля 2015 года в Казахской Википедии появилась версия этой статьи на казахском языке (см. Қазақтың боғауыз сөздері). Вскоре статья была удалена без обсуждения одним из администраторов проекта, а затем восстановлена, но без раздела «Этимология» и без единого нецензурного слова. Статью могли редактировать лишь администраторы Казахской Википедии, зарегистрированным или анонимным пользователям доступ к редактированию был ограничен на неопределённый срок. В таком состоянии статья пробыла до 2023 года, когда в неё добавили раздел с этимологией. Ныне редактировать статью может каждый желающий.

### Ответственность за употребление

#### Административная
Согласно статье № 434 «Мелкое хулиганство» Кодекса Республики Казахстан об административных правонарушениях, ряд правонарушений, в том числе «нецензурная брань в общественных местах, оскорбительное приставание к физическим лицам» наказывается штрафом в размере 10 МРП (1 МРП = 3450 казахстанских тенге в 2023 году) или административным арестом на срок до 10 суток. Повторное совершение данного правонарушения в течение года наказывается административным арестом на срок до 15 суток.

#### Уголовная
Согласно Уголовному кодексу Республики Казахстан (статья № 131), «унижение чести и достоинства другого лица, выраженное в неприличной форме», влечёт за собой штраф в размере до 100 МРП или привлечение к общественным работам на срок до 120 часов, либо исправительные работы на срок до 100 часов. Это же правонарушение, «совершенное публично или с использованием средств массовой информации или информационно-коммуникационных сетей», наказывается штрафом до 200 МРП или исправительными работами в том же количестве (200 часов), либо общественными работами на срок до 180 часов.

#### Моральная
Согласно фетве, опубликованной на сайте мечети «Хазрет Султан», использование в речи матерных слов осуждается исламом, и мусульмане должны сторониться этого. В статье «Вопросы о совершении зиярата», подготовленной пресс-секретарём представительства ДУМ Казахстана в Южно-Казахстанской области Мухамеджаном Естемировым, рекомендуется при посещении могил усопших воздержаться от сплетен и матерных слов.

## Употребление русского мата в казахском языке
В результате длительной русификации коренного населения Казахстана (75 % казахов владеют русским языком) казахами помимо исконно казахских матерных слов в быту используется много выражений, заимствованных из русского языка и подстроенных под особенности казахской фонетики. Поскольку чаще всего русский мат применяют выходцы из сельской местности, со своеобразным произношением русских слов (что в общем характерно для фонетики тюркских языков) — многие матерные слова сильно искажаются.
| русский мат               | казахский вариант                      | производные                                                           |
| ------------------------- | -------------------------------------- | --------------------------------------------------------------------- |
| ёб твою мать              | яптываймайто файле                     | яптываймайттың баласы! — ребёнок ёбаной матери! укороч. вариант: я́пты |
| ёб вашу мать              | яппашамайт, ёппашамайт                 |                                                                       |
| пиздец                    | пиздес, пездесо файле                  | пиздес екенсің! — вот ты пиздец!                                      |
| долбоёб                   | далбаёп                                | далбаёпсың ба не?! — ты долбоёб?!                                     |
| заебал!                   | зайбало файле!                         | зайбалым шықты! — заебался! зайбал қылдыңдар! — заебали!              |
| блядь, бля                | біләто файле, біләо файле              |                                                                       |
| пидорас (педераст), пидор | пидараз, пид(ы)р                       |                                                                       |
| хуй его знает             | хуйзнайт                               |                                                                       |
| иди на хуй                | кет нахуо файле, иди наху, пощёл на ху |                                                                       |
| похуй                     | поху(й)                                | маған поху! — мне похуй!                                              |
| охуел                     | ахуел                                  | ахуелсың ба не?! — ты охуел?! ахуевши — охуевший                      |